# 気仙沼バイパス

気仙沼バイパス（けせんぬまバイパス）は、宮城県気仙沼市を通る国道45号のバイパス道路である。

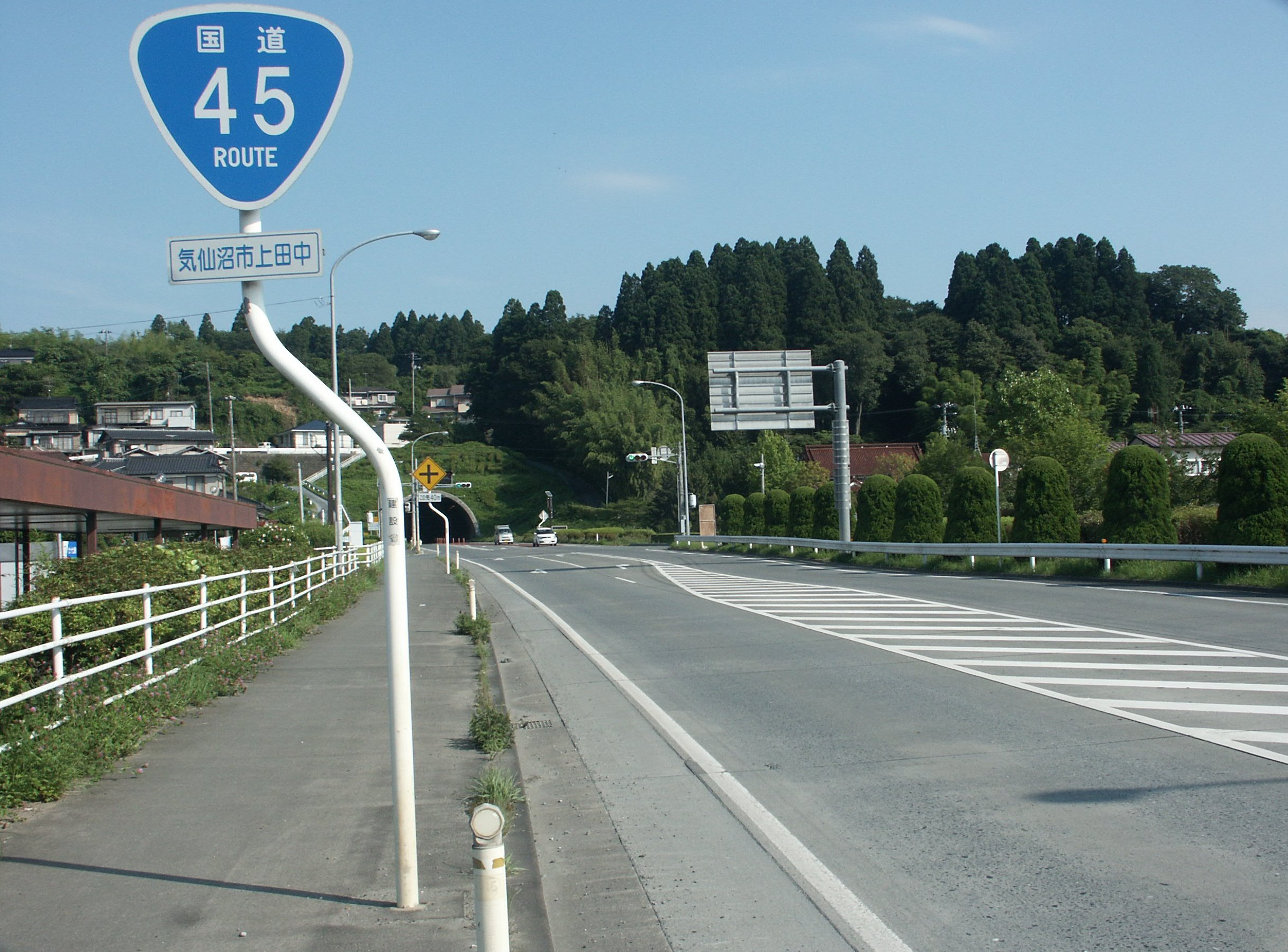
気仙沼市上田中付近

## 概要
気仙沼市中心部における混雑緩和を目的に1973年に事業着手。1981年より安波トンネル着工により本格的に工事に入る。1983年に安波トンネルを含む新設区間の北側が先行開通した。1988年田中トンネル区間が開通し、1992年までに全線が開通した。途中5箇所のトンネルを有する。起点から鹿折立体交差までは4車線計画、暫定2車線での開通となっている。

### 路線データ
- 起点：気仙沼市岩月千岩田（宮城県道26号気仙沼唐桑線との交点）
- 終点：気仙沼市唐桑町只越（唐桑トンネル東口）
- 途中交差する道路：
  - 国道346号気仙沼市岩月千岩田（宮城県道26号気仙沼唐桑線交点）〜気仙沼市松川（松川インターチェンジ、国道284号交点）間重複
  - E45 三陸沿岸道路 本吉気仙沼道路（気仙沼市松崎高谷・気仙沼中央インターチェンジ）
  - 宮城県道65号気仙沼本吉線（気仙沼市上田中一丁目）
  - 国道284号（気仙沼市松川・松川インターチェンジ）
  - 宮城県道・岩手県道34号気仙沼陸前高田線（気仙沼市西八幡町・鹿折立体交差点）